# Jolalpan
Jolalpan es una localidad del estado mexicano de Puebla. Es cabecera del municipio de Jolalpan.

## Toponimia
El nombre «Jolalpan» proviene de los términos en náhuatl xotlal, calor, ardor; pan, lugar. Su significado es «lugar de calor ardiente».

## Demografía
| Gráfica de evolución demográfica |
|                                  |

| Censo | Población |
| ----- | --------- |
| 1900  | 1 449     |
| 1910  | 1 572     |
| 1921  | 1 371     |
| 1930  | 1 452     |
| 1940  | 1 598     |
| 1950  | 1 879     |
| 1960  | 2 041     |
| 1970  | 2 752     |
| 1980  | 2 025     |
| 1990  | 4 505     |
| 1995  | 5 763     |
| 2000  | 6 711     |
| 2005  | 6 723     |
| 2010  | 7 022     |
| 2020  | 7 760     |